# Build the Earth
Build The Earth (сокращённо — BTE, рус. «Построить Землю») — проект, посвящённый воссозданию Земли в соотношении 1:1 в видеоигре Minecraft.

## История
Build The Earth был основан ютубером PippenFTS в марте 2020 года. В своём видеоролике на YouTube PippenFTS призвал желающих воссоздавать сооружения, существующие на Земле. Вскоре был создан Discord-сервер для координации проекта, который к апрелю 2020 года привлёк более 100 000 пользователей.
После неудачных попыток создать рельеф с использованием проекции Меркатора организаторы выбрали модифицированную версию проекции Димаксиона, которая позволяла минимизировать искажения суши, но приводила к значительным искажениям океанов.
Mojang Studios, разработчики Minecraft, представили проект на своём сайте в публикации в честь Дня Земли 2020. В июле 2020 года ютубер MrBeast выпустил видео, где он и ещё 50 человек построили свой родной город Роли в рамках проекта.
В 2020 году на сервере Дэниел Тан завершил строительство полноразмерной виртуальной копии Тадж-Махала. В 2022 году команда из более чем 2000 игроков воссоздала в масштабе 1:1 множество мест Нью-Йорка, включая мемориал 11 сентября, Верховный суд округа Нью-Йорк, собор Святого Патрика и район Сохо. Команда из более чем 400 игроков завершила строительство нескольких зданий из Португалии, включая международный автодром Алгарве.

## Программное обеспечение
Проект Build The Earth в первую очередь зависит от двух модификаций для Minecraft: Cubic Chunks и Terra 1-to-1. Cubic Chunks снимает ограничение Minecraft на строительство конструкций выше определённой высоты. Terra 1-to-1 использует информацию из геоинформационных систем, таких как Google Earth, для автоматического создания ландшафта, чтобы упростить процесс строительства. PippenFTS заявил, что «с модом Cubic Chunks, снимающим вертикальные ограничения Minecraft, теперь мы можем построить Землю в Minecraft такой, какая она есть, без какого-либо уменьшения масштаба».